# Raków Częstochowa

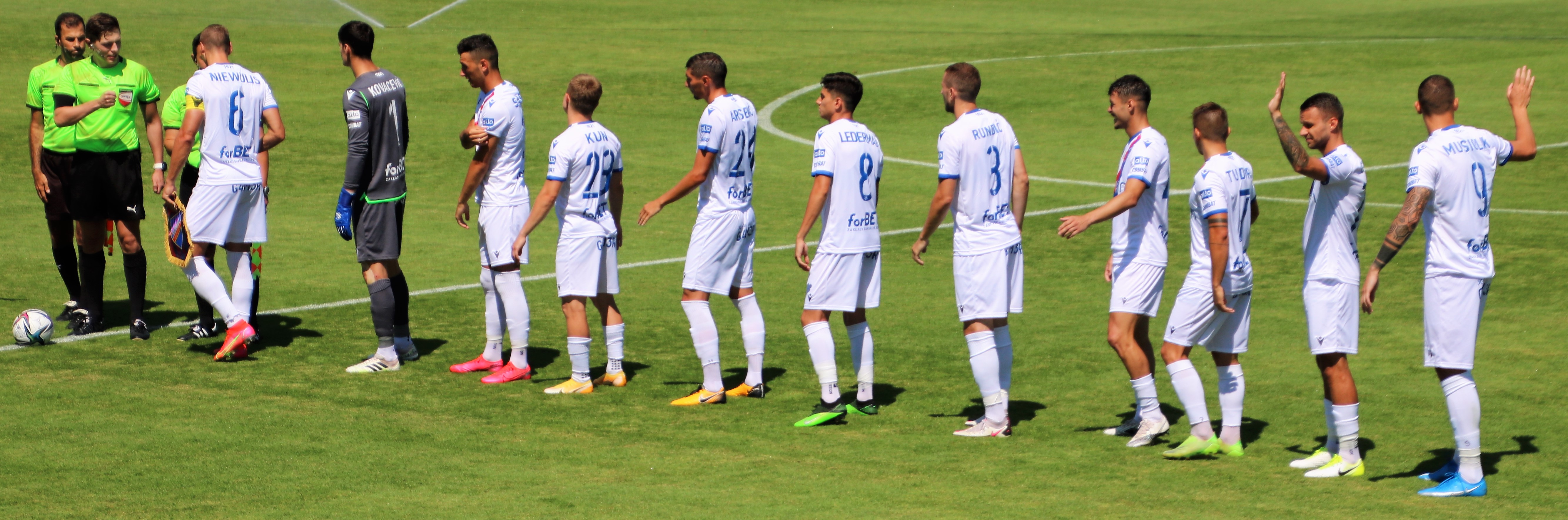
Spelers van Raków voorafgaand een voetbalwedstrijd in 2021.

Raków Częstochowa is een voetbalclub uit de stad Częstochowa in Polen. De club speelt in de Ekstraklasa en werd in 2023 voor het eerst landskampioen. De clubkleuren zijn rood-blauw.

## Geschiedenis
De club werd opgericht in 1921. In 1962 speelde de club voor het eerst in de tweede klasse en speelde daar tot 1966. Daarna duurde het tot 1978 vooraleer ze terug konden keren. Na twee seizoenen degradeerde de club en kon terugkeerden van 1981 tot 1984. Daarna duurde het zes jaar alvorens ze terug konden keren en in 1998 dwongen ze voor het eerste promotie af naar de hoogste klasse, waar ze het vier seizoenen uithielden. Twee jaar later degradeerde de club echter ook uit de tweede klasse en kon pas zeventien jaar later zijn wederopwachting maken. In 2019 promoveerde de club ook weer naar de hoogste klasse. 
Raków won in 2021 met de Poolse voetbalbeker zijn eerste grote prijs en een jaar later herhaalde het deze prestatie. In het seizoen 2022/23 werd het landskampioen.

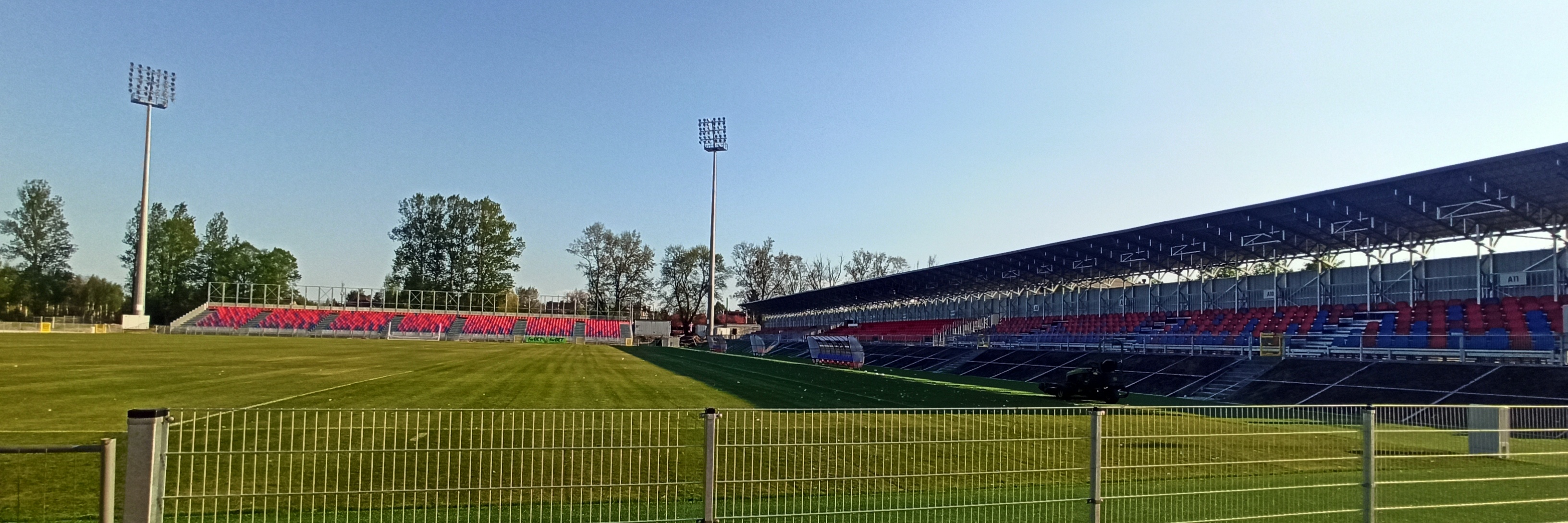
Het stadion - Częstochowa

## Erelijst
- Landskampioen - (1x)

Kampioen: 2023
2e plaats: 2021, 2022, 2025
- Beker van Polen - (2x)

Kampioen: 2021, 2022
Finalist: 1967, 2023
- Poolse supercup - (2x)

Kampioen: 2021, 2022
Finalist: 2023

## Historie
- 1921 - Klub Sportowo-Footballowy Racovia
- 1927 - RKS (Robotniczy Klub Sportowy) Raków Częstochowa
- 2002 - KS (Klub Sportowy) Raków Częstochowa

## In Europa
Uitslagen vanuit gezichtspunt Raków Częstochowa
| Seizoen | Competitie               | Ronde        | Land                  | Club               | Totaalscore  | 1e W    | 2e W       | PUC |
| ------- | ------------------------ | ------------ | --------------------- | ------------------ | ------------ | ------- | ---------- | --- |
| 2021/22 | Europa Conference League | 2Q           | Vlag van Litouwen     | Sūduva Marijampolė | 0–0 (4–3 ns) | 0–0 (U) | 0–0 nv (T) | 3.5 |
|         |                          | 3Q           | Vlag van Rusland      | Roebin Kazan       | 1–0          | 0–0 (T) | 1–0 nv (U) | 3.5 |
|         |                          | PO           | Vlag van België       | KAA Gent           | 1–3          | 1–0 (T) | 0–3 (U)    | 3.5 |
| 2022/23 | Europa Conference League | 2Q           | Vlag van Kazachstan   | Astana FK          | 6–0          | 5–0 (T) | 1–0 (U)    | 5.0 |
|         |                          | 3Q           | Vlag van Slowakije    | FC Spartak Trnava  | 3–0          | 2–0 (U) | 1–0 (T)    | 5.0 |
|         |                          | PO           | Vlag van Tsjechië     | Slavia Praag       | 2–3          | 2–1 (T) | 0–2 nv (U) | 5.0 |
| 2023/24 | Champions League         | 1Q           | Vlag van Estland      | FC Flora Tallinn   | 4–0          | 1–0 (T) | 3–0 (U)    | 9.0 |
|         |                          | 2Q           | Vlag van Azerbeidzjan | FK Qarabağ         | 4–3          | 3–2 (T) | 1–1 (U)    | 9.0 |
|         |                          | 3Q           | Vlag van Cyprus       | Aris Limasol       | 3–1          | 2–1 (T) | 1–0 (U)    | 9.0 |
|         |                          | PO           | Vlag van Denemarken   | FC Kopenhagen      | 1–2          | 0–1 (T) | 1–1 (U)    | 9.0 |
| 2023/24 | Europa League            | Groep D      | Vlag van Italië       | Atalanta Bergamo   | 0-6          | 0-2 (U) | 0-4 (T)    | 9.0 |
|         |                          | Groep D      | Vlag van Oostenrijk   | SK Sturm Graz      | 1-1          | 0-1 (T) | 1-0 (U)    | 9.0 |
|         |                          | Groep D (4e) | Vlag van Portugal     | Sporting Portugal  | 2-3          | 1-1 (T) | 1-2 (U)    | 9.0 |
| 2025/26 | Conference League        | 2Q           | Vlag van Slowakije    | MŠK Žilina         | 6-1          | 3-0 (T) | 3-1 (U)    | 3.0 |
|         |                          | 3Q           | Vlag van Israël       | Maccabi Haifa      | 2-1          | 0-1 (T) | 2-0 (U)*   | 3.0 |
|         |                          | PO           | Vlag van Bulgarije    | FK Arda Kardzjali  | -            | (T)     | (U)        | 3.0 |

Totaal aantal punten voor UEFA coëfficiënten: 20.5
- 2025/26: I.v.m. de oorlog in Israël werd de uitwedstrijd gespeeld in het Hongaarse Debrecen.

Zie ook
- Deelnemers UEFA-toernooien Polen
- Ranglijst van alle clubs die in de diverse Europa Cups zijn uitgekomen

## Bekende (oud-)spelers
- Jerzy Brzęczek
- Adam Fedoruk
- Jacek Krzynówek
- Kamil Piątkowski
- Michał Skóraś
- Mateusz Zachara